# 剛果人民共和國
剛果人民共和國（法語：République populaire du Congo）是刚果（布）在1969年—1992年的國名，是非洲第一个社会主义国家。刚果人民共和国由刚果劳动党（Parti congolais du travail）领导。1990年，刚果人民共和国改行多党制；1992年3月15日，改国名为刚果共和国。

## 历史

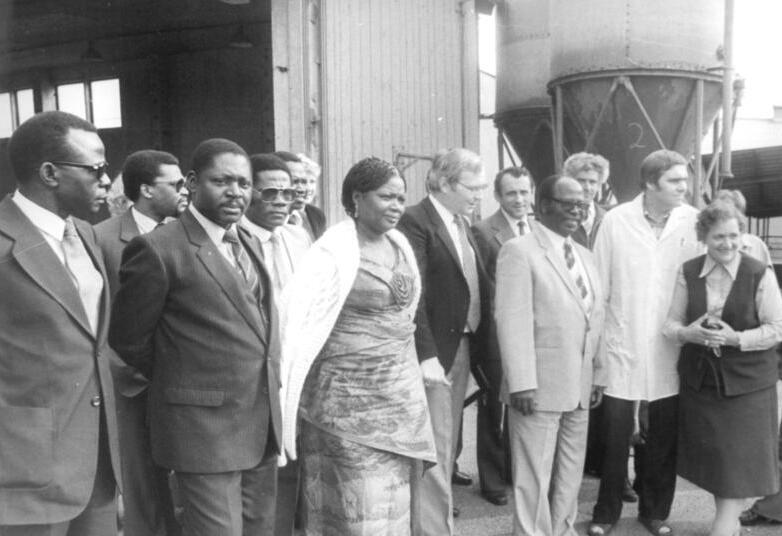
1982年德尼·萨苏-恩格索率团访问德意志民主共和国（东德）

1963年8月13日—15日，剛果共和國爆发“八月革命”，亦称“光荣的三日”，富尔贝·尤卢政权被推翻，阿方斯·马桑巴-代巴出任临时政府总理，同年12月19日当选为总统，宣布刚果共和国“走社会主义道路”。
1968年7月31日，在苏联的支持下，军队首脑马里安·恩古瓦比和安布罗伊斯·努马扎拉耶等联合发动“七·三一运动”，推翻日益右倾的马桑巴·代巴。8月5日，成立全国革命委员会，作为国家最高权力机关，恩古瓦比任主席。同年12月，恩古瓦比任共和国总统。1969年12月29日，恩古瓦比创建刚果劳动党，成為剛果的执政党，也是唯一合法的政党。恩古瓦比任刚果劳动党中央委员会主席、共和国总统、国家元首兼国务委员会主席。12月31日，宣布改国名为「刚果人民共和国」。
人民共和国成立后，刚果劳动党政府从外国木材公司手中接管了原木收购的垄断权，并对外国企业及其管理的森林租界地实行国有化。此外还建立了纺织厂、鱼类加工厂和小型造船厂等工业部门，使民族经济得到了发展。在农业方面，刚果政府提出“农业为基础，工业为动力”的方针，采取各种措施，组织劳力垦荒造田。在进行土地改革和限制民族显贵势力的基础上，各省、县、区都建立了自己的农场，并掀起了大生产运动。
1977年3月18日，恩古瓦比在一次未遂政变中遇刺身亡，若阿基姆·雍比-奥庞戈和德尼·萨苏-恩格索等组成刚果劳动党军事委员会，作为国家最高权力机构，雍比-奥庞戈任军事委员会主席、国家元首、部长会议主席。1979年2月5日，雍比-奥庞戈被党的中央全会罢免，3月26日-31日，刚果劳动党召开第三次特别代表大会，萨苏-恩格索当选为党中央委员会主席、共和国总统、国家元首、部长会议主席。
刚果进入1986年后，开始面临日益严重的经济困难。1990年，受东欧剧变影响，刚果劳动党决定放弃马克思列宁主义意识形态以及社会主义政治经济体制，并实行多党制。1992年3月15日，颁布新宪法，恢复“刚果共和国”国名。

## 外交政策
奉行社会主义的刚果人民共和国长期与其他意识形态领域相近的国家维持着友好关系。并相继与中华人民共和国、越南民主共和国、北韩等国家建立了外交关系。1970年，支持馬克思主義与社會主義的阿连德成为智利总统后，亦于1972年与该国建立了外交关系。